# 紀元前396年
紀元前396年（きげんぜん396ねん）は、ローマ暦の年である。
当時は、「サックス、カピトリヌス、エスキリヌス、アウグリヌス、カピトリヌス、プリスクスが執政武官に就任した年」として知られていた（もしくは、それほど使われてはいないが、ローマ建国紀元358年）。紀年法として西暦（キリスト紀元）がヨーロッパで広く普及した中世時代初期以降、この年は紀元前396年と表記されるのが一般的となった。

## 他の紀年法
- 干支 : 乙酉
- 日本
  - 皇紀265年
  - 孝昭天皇80年
- 中国
  - 周 - 安王6年
  - 秦 - 恵公4年
  - 晋 - 烈公20年
  - 楚 - 悼王6年
  - 斉 - 康公9年
  - 燕 - 簡公19年
  - 趙 - 武公4年
  - 魏 - 文侯50年
  - 韓 - 烈侯4年
- 朝鮮
  - 檀紀1938年
- ベトナム :
- 仏滅紀元 : 149年
- ユダヤ暦 :

## できごと

### ペルシア帝国
- アケメネス朝ペルシア帝国は、フェニキア、キリキア、キュプロスの連合艦隊を編成し、経験豊かなアテナイの提督コノンに指揮を執らせ、ロドス島を占領した。

### カルタゴ
- カルタゴ軍は、紀元前398年から続いていたシュラクサイへの攻城戦から退かざるをえなくなり、メッセネを破壊した。カルタゴに対する、シュラクサイの僭主ディオニュシオス1世 (Dionysius I of Syracuse) の最初の戦争はディオニュシオス1世の大勝利に終わり、カルタゴの勢力はシチリア島北西部の一角に限られることになった。カルタゴの将軍ヒミルコ (Himilco) は、カルタゴへの帰路に自殺した。

### ギリシア
- スパルタ王アゲシラオス2世は小アジア遠征で、アケメネス朝ペルシア帝国のサトラップ（太守）ファルナバゾスやティッサフェルネスの軍勢を撃破し、サルディスではティッサフェルネスに大打撃を与えた。アゲシラオス2世は、リュディアとカリアのサトラップであったティッサフェルネス指揮下のペルシア勢と、3ヵ月の停戦に合意した。停戦中に交渉が行なわれたが、実りはなく、停戦期間の終了とともに、アゲシラオス2世は、カリアに戦力を集中していたティッサフェルネスの裏をかいてフリギアを襲い、大量の戦利品を獲得した。

### 共和政ローマ
- マルクス・フリウス・カミルスが共和政ローマの独裁官になった。カミルスは、南部エトルリアのエトルリア人の都市ウェイイを、十年に及ぶと言われた攻城戦の末に遂に陥落させて、破壊した。ウェイイの陥落を周辺地域の獲得は、ローマにとって最初の大きな領域の拡大となり、この勝利によってローマの領域は2倍になった。
- ローマ軍に、給与が支払われるようになった。

### 中国
- 鄭の駟子陽の残党が繻公を殺害し、その弟の康公を擁立した。

### 文学
- プラトンが、師であるソクラテスを擁護する『ソクラテスの弁明』を発表した。

### スポーツ
- キュニスカが、女性として初めて古代オリンピックの優勝者となった。当時は女性が競技に出場することは認められていなかったが、3頭立て戦車競走で、彼女が所有し、御者を雇っていた戦車が1位でゴールしたため、優勝者とされたものである。

## 誕生
- アテナイのリュクルゴス (Lycurgus of Athens) - アテナイの政治家、演説家（紀元前323年没）
- クセノクラテス - ギリシアの哲学者、アカデメイアの学頭（紀元前314年没）

## 死去
- ヒミルコ (Himilco) - カルタゴの将軍（自殺）